# Ла-Корона
Ла-Корона, исп. La Corona — древний город цивилизации майя, существовавший на территории департамента Эль-Петен в Гватемале. Обнаружен в 1996 году и позднее оказался тем самым загадочным «городом Q», о существовании которого археологи догадывались по многочисленным находкам, происходившим от «чёрных археологов». Испанское название «Ла-Корона», букв. «корона», не имеет ничего общего с названием современных населённых пунктов рядом с археологическим памятником; он был так назван археологами в честь группы из пяти храмов, силуэт которых напоминает силуэт короны. Вероятное изначальное имя города — Сакникте («Белый цветок»).

## Место Q (город Q)
В 1960-е годы на международных рынках древностей появились артефакты эпохи майя, происходящие из неизвестного ранее города. Майянист Питер Мэтьюз, в то время аспирант Йельского университета, обозначил его как «город Q» (Site Q), где буква Q была сокращением от испанского слова «que?», то есть «что». Некоторые учёные считали, что надписи происходят из Калакмуля, однако художественный стиль артефактов отличался от всего, ранее найденного в тех местах.
Эколог, изучавший пальмы-макао, случайно обнаружил Ла-Корону в 1996 году. Группа исследователей из Гарвардского Музея археологии и этнологии Пибоди исследовала памятник в том же году, и обнаружила изображения игроков в мяч, аналогичные изображениям «города Q». Хотя эта находка не убедила критиков, не согласных с отождествлением города Q с Ла-Короной, в 2005 году Марселло Кануто, исследователь из Йельского университета, обнаружил в Ла-Короне панель с упоминанием двух правителей «города Q», вырубленную из той же каменоломни, что и артефакты «города Q», что окончательно убедило исследователей.

## Археологический памятник
Ла-Корона подверглась серьёзному разграблению, многие здания находятся в плохом состоянии. Археологи определили местонахождение главной площади и нескольких храмов. Согласно надписям «города Q», Ла-Корона и Калакмуль были союзниками. До настоящего времени раскопана только часть города. В нём продолжают работать исследователи разных университетов, а также от National Geographic Society.